# کریستین کوبریک
کریستین کوبریک (به انگلیسی: Christiane Kubrick) با نام اصلی کریستین سوزان هارلن (به انگلیسی: Christiane Susanne Harlan؛ زاده ۱۰ مه ۱۹۳۲) بازیگر، رقاص، نقاش و خواننده آلمانی است. او در خانواده‌ای هنرمند به دنیا آمد و در سال ۱۹۵۸ با استنلی کوبریک ازدواج کرد که زندگی مشترک آن‌ها تا پایان زندگی استنلی کوبریک در سال ۱۹۹۹، ادامه داشت.

## فیلم‌شناسی
- راه‌های افتخار (۱۹۵۷)